# API (韓國組合)
API（韓語：에이피아이，全寫為Awesome Pretty Idol）是韓國Brickworks Company於2019年推出的五人女子組合。出道初時的名稱為Ho1iday（韓語：홀리데이），並於2020年1月改為現名，成員包括Saebyeok、Cheongeum、Heejoo、Haru及Dany。

## 成員資料
- 除Saebyeok、Heejoo、Haru外，其他成員尚未正名

| 成員      | 成員 | 成員   | 成員   | 成員            | 成員                        | 成員                   |
| 藝名      | 藝名 | 本名   | 本名   | 本名            | 出生日期/出生地             | 隊內擔當               |
| 羅馬拼音  | 諺文 | 漢字   | 諺文   | 羅馬拼音        | 出生日期/出生地             | 隊內擔當               |
| --------- | ---- | ------ | ------ | --------------- | --------------------------- | ---------------------- |
| Cheongeum | 청음 | 張清音 | 장청음 | Jang Cheong Eum | 1996年6月18日 ·             | 領唱、門面             |
| Saebyeok  | 새벽 | 沈載榮 | 심재영 | Shim Jae Young  | 1996年11月9日 ·             | 隊長、領唱、領舞       |
| Heejoo    | 희주 | 全希柱 | 전희주 | Jeon Hee Joo    | 1996年11月30日 · 釜山廣域市 | 主領舞、領Rapper、副唱 |
| Haru      | 하루 | 李悠汀 | 이유정 | Lee Yoo Jeong   | 1997年2月6日 · 江原道春川市 | 主唱、形象             |
| Dany      | 다니 | 全银知 | 전은지 | Jeon Eun Ji     | 1998年1月25日 ·             | 主Rapper、副唱、忙內   |

## 活動經歷

### 出道前
2015年，Heejoo及Haru曾於團體MyB出道，唯活動約一年，團體解散。
2017年，Haru以個人練習生身份參與《偶像學校》，比賽進行約三個多月，最終排名第26名，未能透過節目出道。

### 2019年
4月18日，以單曲《Fantasy (판타지)》正式出道。

## 音樂作品

### 單曲
|     | 內容                                               | 曲目                                                |
| 1st | 《Fantasy》 - 發行日期：2019年4月19日 - 語言：韓語 | 曲目 1. Fantasy (판타지) 2. Fantasy (판타지)(Inst.) |